# ڤ
Ve ou pe (ڤ) est une lettre additionnelle de l’alphabet arabe utilisée dans l’écriture du comorien, du javanais, du kurde sorani et du wakhi. Elle est parfois utilisée pour l’écriture de mots d’emprunt en arabe. Elle est composée d’un fāʾ ‹ ف › avec trois points suscrits à la place du point suscrit. Elle n’est pas à confondre avec la lettre qaf trois point suscrit ‹ ڨ › utilisée dans d’autres langues ou d’autres régions, avec laquelle elle partage ses formes initiale et médiane : ‹ ڨ‍ـ ـڨ‍ـ‍ ›. 

Cette lettre n'a pas de valeur numérique particulière.
| Position | Position | Position | Position | Position |
| Isolée   | Initiale | Médiane  | Finale   |          |
| -------- | -------- | -------- | -------- | -------- |
| ڤ        | ڤـ       | ـڤـ      | ـڤ       |          |

| Position | Position | Position | Position | Position |
| Isolée   | Initiale | Médiane  | Finale   |          |
| -------- | -------- | -------- | -------- | -------- |
|          |          |          |          |          |

## Utilisation
En arabe (excepté en Algérie et en Tunisie), ‹ ڤ › peut être utilisé pour représenter une consonne fricative labio-dentale voisée [v] dans les mots d’emprunt ou les noms étrangers, par exemple : ‹ جيڤنشي › « Givenchy », ‹ ڤودافون › « Vodafone » ou ‹ ڤولڤو › « Volvo », ‹ لاند روڤر › « Land Rover ». En arabe maghrébin (algérien et tunisien), la variante avec les trois points souscrits ‹ ڥ › est utilisée, évitant la confusion avec le qāf trois points suscrits ‹ ڨ › des dialectes algérien et tunisien.
En comorien, kurde et wakhi écrit avec l’alphabet arabe, ‹ ڤ › représente une consonne fricative labio-dentale voisée [v].

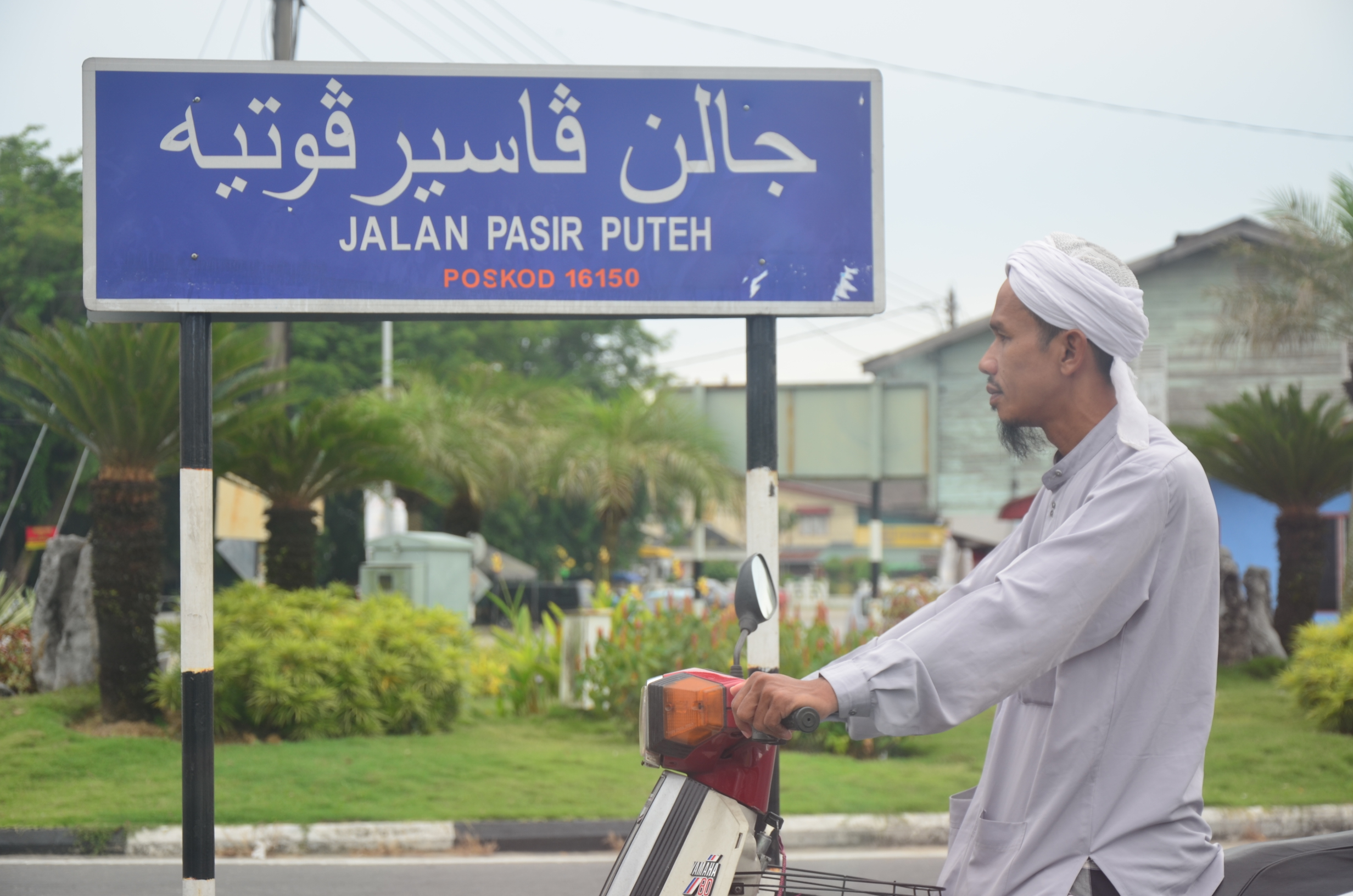
‹ ڤ › utilisé en Malaisie.

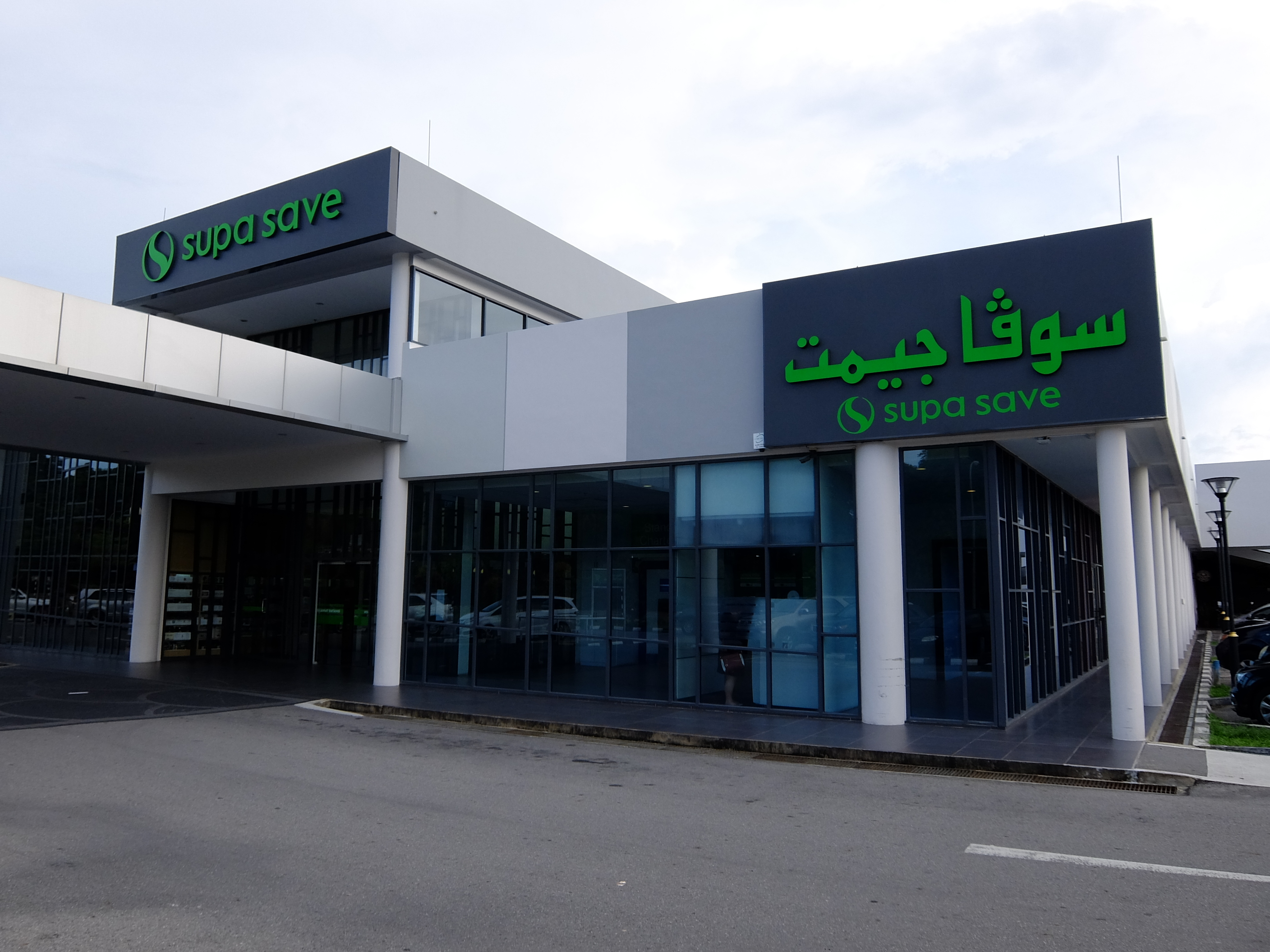
‹ ڤ › utilisé dans « سوڤا جيمت », Supa Jimat, au Brunei.

En Asie du sud-est, la lettre ‹ ڤ › représente une consonne occlusive bilabiale sourde [p] dans le jawi utilisé pour écrire le malaisien, le yawi, le terengganu et les langues malaïques (banjar, minangkabau, bengkulu, malais du Brunei, malais jambi, minangkabau, musi) et dans le pegon utilisé pour écrire le javanais, le madurais et le soundanais. C'est aussi le cas à Aceh pour l'acehnais, à Buton pour le wolio (écriture buri wolio), à Mindanao pour le tausūg (écriture sulat sug) ainsi que pour l'ancienne transcription de la langue papoue ternate.
En sindhi, ‹ ڤ ›, ou sa variante avec trois points suscrits pointant vers le bas, a été utilisée pour représenter une consonne occlusive bilabiale sourde aspirée /pʰ/ aujourd’hui écrite avec le digramme peh heh  ‹ پھ › de l’orthographe sindhi de 1852.
Dans les langues turciques, ‹ ڤ › a été utilisé depuis l’époque des Qarakhanides et est notamment décrite par Mahmoud de Kachgar au XIe siècle comme représentant une consonne entre le ba et la fa, possiblement une consonne spirante labio-vélaire voisée [w] ou une consonne fricative labio-dentale voisée [v].
En persan, ‹ ڤ › a été utilisé dans les plus anciens manuscrits écrits avec l’écriture perso-arabe et représentait une consonne fricative bilabiale voisée [β]. Il est notamment utilisé comme tel dans une copie de 1056 du Livre des remèdes (کتاب الابنیه عن حقائق الادویه, Kitāb al-Abnyiat ʿan ḥaqāʾiq al-adwiya) de Muvaffak.